# Djaou (vizir de Mérenrê Ier)
Pour les articles homonymes, voir Djaou.
Djaou, vizir de Mérenrê Ier, est l'oncle de Pépi II et le frère d'Ânkhésenpépi II, veuve de Pépi Ier ; avec elle, il  assure la régence pendant le jeune âge de Pépi II.
Lors de ses fouilles en Abydos, Auguste Mariette a découvert et publié les restes d'un monument à la mémoire du vizir, vestiges retrouvés remployés dans l'enceinte du sanctuaire d'Osiris, mais qui faisaient sans doute partie d'un monument funéraire ou d'un cénotaphe situé dans la nécropole de la ville de l'Ancien Empire.
Djaou y est figuré devant ses titres et fonctions et on peut y lire distinctement la précision de son lien de parenté avec le jeune Pépi et sa mère.
Le texte qui l'accompagne cite également les travaux qu'il fit faire pour le sanctuaire du fétiche d'Osiris, ainsi que les monuments funéraires de Mérenrê Ier, d'Ânkhésenpépi II qui est par ailleurs citée et figurée sur ce monument. 
Enfin, il cite les travaux qu'il supervisa pour le monument funéraire du jeune Pépi II.
Ce texte comporte de plus de précieuses informations généalogiques qui éclairent l'histoire de la fin de la VIe dynastie. Il révèle qu'Ânkhésenpépi II et son frère n'étaient pas de sang royal, leurs parents Khoui et Nébet, étant nommés comme simple particuliers.

## Référence bibliographique
- Auguste Mariette, Catalogue général des monuments d'Abydos, Paris, Impr. nationale, 1880
- Aidan Mark Dodson & Dyan Hilton, The Complete Royal Families of Ancient Egypt, Thames & Hudson, 2004 [détail des éditions] (ISBN 0-500-05128-3), p. 71-72